# Trachymyrmex carib
Trachymyrmex carib is een mierensoort uit de onderfamilie van de Myrmicinae. De wetenschappelijke naam van de soort is voor het eerst geldig gepubliceerd in 1945 door Weber.